# Équipe de Corée du Sud masculine de handball
Dernière mise à jour : 25 juin 2025.
L'équipe de Corée du Sud masculine de handball représente la Fédération sud-coréenne de handball lors des compétitions internationales, notamment aux Jeux olympiques et aux championnats du monde.
Seule nation non européenne à avoir remporté une médaille olympique (l'argent en 1988), la Corée du Sud a longtemps été la meilleure équipe du continent asiatique (9 titres de champion d'Asie entre 1983 et 2012, mais subit depuis les années 2010 la domination des équipes du Moyen-Orient (Qatar, Bahreïn, Iran, Arabie saoudite...) et même du Japon, au point de ne pas être qualifié pour les dernières grandes compétitions internationales ( Jeux olympiques depuis 2016, championnats du monde 2015, 2017 et 2015) et de ne pas avoir remporté sa dernière médaille continentale en 2020.
Pour le Championnat du monde 2019, elle présente une équipe de Corée unifiée commune avec la Corée du Nord,. Cette expérience n'est toutefois pas renouvelée ensuite, l'effectif au Championnat du monde 2021 n'étant composé que de Sud-coréens.

## Palmarès
Parcours aux Jeux olympiques
- 1984, Los Angeles : 11e place
- 1988, Séoul :  Vice-champion
- 1992, Barcelone : 6e place
- 2000, Sydney : 9e place
- 2004, Athènes : 8e place
- 2008, Pékin : 8e place
- 2012, Londres : 11e place

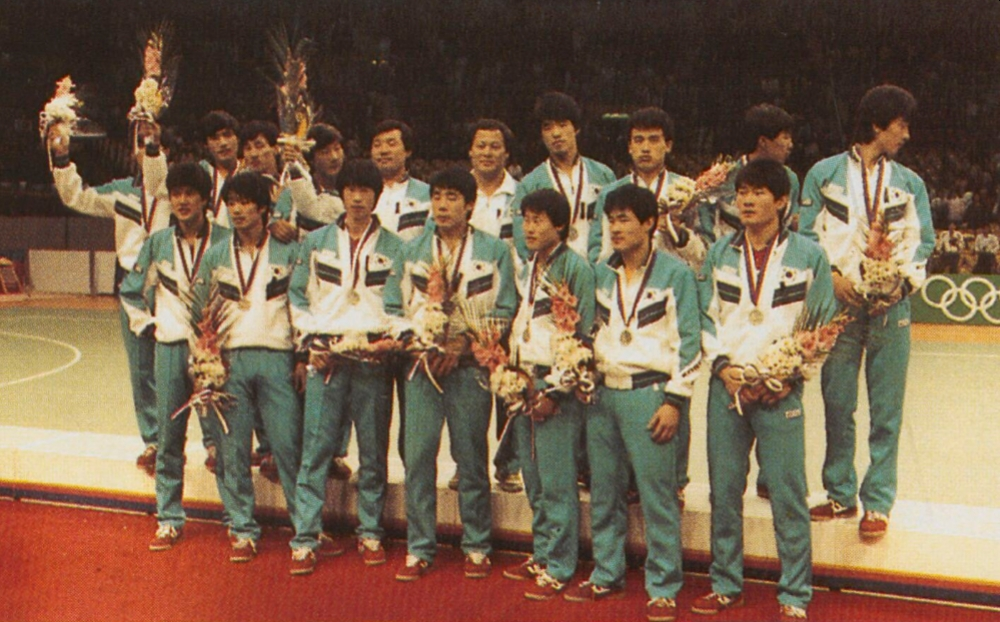
Les Sud-coréens, médaillés d'argent aux Jeux olympiques 1988.

- 2016, Rio de Janeiro : non qualifié
- 2020, Tokyo : non qualifié
- 2024, Paris : non qualifié

Parcours aux championnats du monde
- 1938 à 1982 : non qualifié
- 1986 : 12e place
- 1990 : 12e place
- 1993 : 15e place
- 1995 : 12e place
- 1997 : 8e place
- 1999 : 14e place
- 2001 : 12e place
- 2007 : 15e place
- 2009 : 12e place
- 2011 : 13e place
- 2013 : 21e place
- 2015 : non qualifié
- 2017 : non qualifié
- 2019 : 22e place [3]
- 2021 : 31e place
- 2023 : 28e place
- 2025 : non qualifié

Parcours aux Jeux asiatiques
- 1982 :  3e place
- 1986 :  Champion
- 1990 :  Champion
- 1994 :  Champion
- 1998 :  Champion
- 2002 :  Champion
- 2006 : 4e place
- 2010 :  Champion
- 2014 :  Vice-champion
- 2018 :  Médaille de bronze
- 2022 : 5e place

Parcours aux Championnats d'Asie
- 1977 :  Vice-champion
- 1979 : Forfait[4]
- 1983 :  Champion
- 1987 :  Champion
- 1989 :  Champion
- 1991 :  Champion
- 1993 :  Champion
- 1995 :  Vice-champion
- 2000 :  Champion
- 2002 : 4e place
- 2004 : forfait[réf. nécessaire]
- 2006 :  Vice-champion
- 2008 :  Champion
- 2010 :  Champion
- 2012 :  Champion
- 2014 : 5e place
- 2016 : 6e place
- 2018 :  Médaille de bronze
- 2020 :  Vice-champion
- 2022 : 5e place
- 2024 : 5e place

Coupe intercontinentale
- (2000)

## Personnalités liées à la sélection

### Effectif actuel
Les 20 joueurs sélectionnés pour disputer le Mondial 2023 sont :

### Autres effectifs
Les joueurs vice-champions olympiques en 1988 sont :Yoon Tae-il, Kim Jae-hwan, Shin Yung-suk, Park Do-hun, Park Young-dae, Koh Suk-chang, Roh Hyun-suk, Oh Young-ki, Choi Suk-jae, Kang Jae-won, Lee Sang-hyo, Lee Jin-suk, Shim Jae-hong. Sélectionneur : Yoo Jae-choong.

### Joueurs célèbres

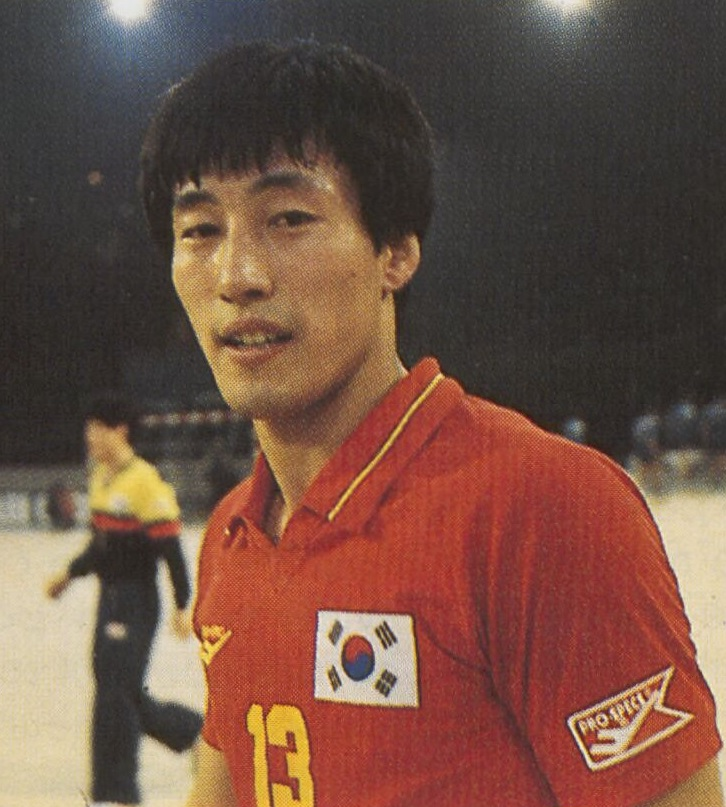
Kang Jae-won en 1988.

Parmi les handballeurs sud-coréens célèbres, on trouve :
- Cho Chi-hyo (en) : élu meilleur arrière droit et 2e meilleur buteur des Jeux olympiques de 1992, huit fois champion de Suisse.
- Kang Jae-won : élu meilleur handballeur mondial de l'année en 1989, six fois meilleur joueur du championnat de Suisse, meilleur buteur du Championnat du monde 1986.
- Paek Won-chul (en) : élu meilleur arrière droit des Jeux olympiques de 2000.
- Yoon Kyung-shin : élu meilleur handballeur mondial de l'année en 2001, élu sportif sud-coréen du XXe siècle, 2e meilleur buteur de l'histoire du Championnat d'Allemagne, probable joueur le plus capé et meilleur buteur de l'histoire de la sélection...

### Sélectionneurs
Parmi les sélectionneurs, on trouve :
- Yoo Jae-choong : au moins aux Jeux olympiques de 1988
- Kim Tae-hoon : au moins aux Jeux olympiques de 2004 et Jeux olympiques de 2008
- Kang Il-koo : avant 2022
- Rolando Freitas (de)  : depuis mai 2022